# Concrete and gold
Concrete and gold is het negende studioalbum van de Amerikaanse band Foo Fighters. Het is uitgebracht op 15 september 2017 en geproduceerd door Greg Kurstin.
De eerste single, genaamd Run, werd uitgebracht op 1 juni 2017. Op 23 augustus werd een tweede single, The sky is a neighborhood, uitgebracht.

## Tracklist
| Nr. | Titel                        | Duur |
| --- | ---------------------------- | ---- |
| 1.  | T-shirt                      | 1:22 |
| 2.  | Run                          | 5:23 |
| 3.  | Make it right                | 4:39 |
| 4.  | The sky is a neighborhood    | 4:04 |
| 5.  | La dee da                    | 4:02 |
| 6.  | Dirty water                  | 5:20 |
| 7.  | Arrows                       | 4:26 |
| 8.  | Happy ever after (zero hour) | 3:40 |
| 9.  | Sunday rain                  | 6:11 |
| 10. | The line                     | 3:38 |
| 11. | Concrete and gold            | 5:31 |